# میدان نفتی دورود
میدان نفتی درود در جزیره خارک و در شمال‌غربی خلیج فارس واقع شده‌است.
این میدان نفتی در منطقه‌ای با گسترش تقریبیِ ۵ کیلومتر مربع در ۲۵ کیلومتر مربع، در حوزه‌ی جزیره خارک و شمال‌غربی خلیج فارس واقع شده و یکی از بزرگ‌ترین میدان‌های نفتی ایران به‌شمار می‌رود.
از ۴۰ سال گذشته تاکنون، دو مرحله‌ی توسعه‌ای در میدان نفتی درود انجام شده و هم‌اکنون نیز مرحله‌ی سوم توسعه‌ی میدان درود نزدیک به پایان است.
ظرفیت مخزن درود حدود ۶/۷ میلیارد بشکه تخمین زده می‌شود که به‌علت بهره‌برداری ۳۳ساله (از سال ۱۳۴۳ تا ۱۳۷۶) و عدم تزریق به‌موقعِ آب و گاز با حفظ روند تولید در گذشته ۵/۱ میلیارد بشکه‌ی آن قابل استحصال بود، اما با آغاز فعالیت‌های توسعه‌ای در این میدان از سال ۱۳۷۹، این میزان قرار است به ۵/۲ میلیارد بشکه افزایش یابد.
بر اساس آخرین گزارش‌ها، هم‌اکنون به‌طور متوسط روزانه ۱۵٬۴۳۱ بشکه نفت از چاه‌های دریایی و ۳۶٬۵۰۰ بشکه از چاه‌های خشکی میدان نفتی درود (۳)، تولید می‌شود.
در سال ۱۳۷۶ تعداد ۴۲ حلقه چاه دراین حوزه‌ی نفتی حفر شد که ۱۸ حلقه در دریا تحت عنوان میدان درود (۱) و ۲۴ حلقه در جزیره خارک تحت عنوان میدان درود (۲)، حفاری شد و مورد بهره‌برداری قرار گرفت.
تأسیسات فرآورش نفت خام در جزیره‌ی خارگ نیز با عنوان‌های تأسیسات درود (۱) و درود (۲)، به ترتیب با ظرفیت‌های ۱۰۰ هزار بشکه و ۱۱۰ هزار بشکه در روز طراحی و اجرا شده‌است.
ازسال ۱۳۴۳، یعنی ظرف مدت ۴۰ سال، برابرِ آمارهای موجود، در حدود یک میلیارد و ۶۰۰ میلیون بشکه نفت خام از این حوضه استحصال شده‌است.
در طول جنگ ایران و عراق، تولید از این میدان متوقف شد.
تولید نفت از این میدان از پاییز سال ۱۳۴۳ آغاز و از زمان شروع اکتشاف تا سال ۱۳۷۶ تعداد ۴۲ حلقه چاه در این حوزه نفتی حفر شد که ۱۸ حلقه در دریا تحت عنوان میدان درود(۱) و ۲۴ حلقه در جزیره خارک تحت عنوان میدان درود(۲)، حفاری و مورد بهره‌برداری قرار گرفت.
همچنین تأسیسات فرآوری نفت خام در جزیره خارک نیز متناسب با عنوان‌های تأسیسات درود(۱) و درود(۲) به ترتیب با ظرفیت‌های ۱۰۰ هزار بشکه و ۱۱۰ هزار بشکه در روز طراحی و اجرا شد.
شروع نخستین افزایش تولید نفت در میدان درود در تاریخ ۱۰ آوریل ۲۰۰۲ برابر با ۲۱ فروردین سال ۱۳۸۱ با ظرفیت روزانه ۱۵ هزار تا ۱۶ هزار بشکه نفت، در قالب طرح توسعه آن محقق شد و در سال‌های بعد، مرحله به مرحله با ورود چاه‌های جدید به این میدان نفتی، تولید افزایش یافت و هم‌اکنون تولید از میدان‌های درود ۱، ۲ و ۳ به ترتیب به ۴۳، ۵۲ و ۵۷ هزار بشکه در روز رسیده‌است.
در زمان امضای قرارداد توسعه میدان درود با شرکت توتال فرانسه در سال ۱۹۹۹ میلادی، قیمت هر بشکه نفت حدود ۲۰ دلار بود و شرکت توتال با خرید سهم شرکت فرانسوی «الف» به همراه شرکت «آجیپ»، اجرای طرح توسعه میدان درود را با سرمایه‌گذاری مناسبی در ایران بر عهده گرفت که در آن زمان در نوع خود حرکتی بزرگ در جذب سرمایه‌های خارجی صورت گرفت.
شرکت توتال فرانسه نتوانست مطابق با زمان توافق شده در قرارداد با ایران، بخش تزریق گاز میدان درود را تحویل دهد و در نیمه راه متوقف شد اما نباید فراموش کرد که با توجه به حجم مناسب تولید از این میدان توسط کارکنان شرکت نفت فلات قاره ایران در سال‌های اخیر و با احتساب قیمت متوسط هر بشکه نفت ۴۰ دلاری این طرح نه تنها سودآوری زیادی برای ایران به دنبال داشته بلکه در همان سال‌های اول افزایش تولید توانست سرمایه اولیه خود را بازگرداند.
تعهد شرکت فرانسوی توتال در میدان درود (۳) تولید ۸۳ هزار بشکه بود، اما به دلیل به تولید نرسیدن مورد انتظار برخی چاه‌های نفتی، ظرفیت تولید در این میدان به کمتر از تعهد توتال رسید که طبق قرارداد در این باره عمل خواهد شد.
پیش از راه‌اندازی بخش تزریق گاز میدان نفتی درود در جزیره خارک، بسیاری از کارشناسان صنعت نفت ایران اعتقاد داشتند احتمال دارد به دلیل بی‌سابقه بودن تزریق گاز با فشار بالا (۶ هزار پی.اس. آی) به این میدان نفتی و وجود پیامدهای ناشناخته در این سیستم بخش تزریق گاز دیرتر از دو بخش (تزریق آب و تولید نفت) از توتال تحویل گرفته شود.
از سوی دیگر وجود ساختار پیچیده زمین‌شناسی میدان درود و قرارگیری این میدان نفتی در زیر جزیره خارک سبب شد در سال‌های اول توسعه این میدان، مراحل حفاری به کندی پیش رود، زیرا کار همزمان در خشکی و دریا دشوار بود.
پیش‌بینی اولیه از مقدار برداشت از میدان نفتی درود (۳) ۲۱ درصد بود که با تزریق همزمان آب و گاز به این میدان، ضریب برداشت از این میدان به حدود ۳۱ درصد افزایش یافته‌است و هم‌اکنون ۵۳ هزار تا ۵۷ هزار بشکه نفت در بخش تأسیساتی میدان نفتی درود (۳) فرآورش و برای جلوگیری از افت طبیعی تولید در این میدان، همزمان روزانه بیش از ۱۲۰ میلیون فوت مکعب گاز و بیش از ۲۰۰ هزار بشکه آب تزریق می‌شود.
در میدان درود، ۱۲ حلقه چاه تزریق آب، دو حلقه چاه تزریق گاز و ۱۵ حلقه چاه نفت برای توسعه وجود دارد و در کل هم‌اکنون ۴۰ چاه در این منطقه موجود است که ۲۵ درصد از این چاه‌ها در دریا قرار دارد.
مقایسه تأسیسات درود (۲) و درود (۳)، نشان می‌دهد، میدان نفتی درود (۲) دارای یک واحد دریافت نفت خام و فرآورش برای صادرات و فاقد تأسیسات جانبی مانند تزریق گاز و آب است.
اما در کارخانه درود (۳)، شبکه تزریق گاز و آب، بخش وسیعی از پروژه را تشیکل می‌دهد و در این بخش، گاز با فشار ۴۰۰ بار (نزدیک به ۶ هزار پی.اس. آی) به میدان تزریق می‌شود که این مقدار فشار گاز در صنعت نفت کشور، تا کنون بی‌سابقه بوده و برای نخستین بار،
در کارخانه درود (۳)، به کار گرفته شده‌است.

## حملات در زمان جنگ
- در سال‌های ۱۳۵۹ تا ۱۳۶۷ جزیره خارک بارها مورد حمله  قرار گرفت که در این حملات به تأسیسات میدان درود آسیب‌هایی جدی وارد آمد و خطوط لوله زیردریایی و تأسیسات نفتی کارخانه درود در اثر این حملات دچار آسیب‌های مهمی شد.
- راه‌اندازی تولید طبیعی میدان درود در تاریخ ۱۳۶۷.۶.۲۱ با بازسازی، نوسازی و به‌روزسازی تأسیسات میدان درود محقق شد.
- در سال‌های ۱۳۶۱ تا ۱۳۶۷ تأسیسات مستقر در جزیره خارک و بخش‌هایی از کارخانه‌های درود، ابوذر، فروزان، خطوط لوله و... مورد تهاجم واقع شدند. برای ممانعت از توسعه خسارت به تأسیسات نفتی، ایمن‌سازی تأسیسات خشکی خارک در سال ۱۳۶۲، اطفای حریق، بازسازی و نوسازی تأسیسات خشکی منطقه خارک و تعمیرات اساسی مخازن ذخیره انجام شد.